# Lepthyphantes aberdarensis
Lepthyphantes aberdarensis är en spindelart som beskrevs av Anthony Russell-Smith och Rudy Jocqué 1986. Lepthyphantes aberdarensis ingår i släktet Lepthyphantes och familjen täckvävarspindlar.
Artens utbredningsområde är Kenya. Inga underarter finns listade i Catalogue of Life.